# Kachelmannsberg
Kachelmannsberg ist ein Gemeindeteil des Marktes Küps im Landkreis Kronach (Oberfranken, Bayern).

## Geographie
Die Einöde liegt am Fuße des Neuseser Bergs. Ein Anliegerweg führt direkt zu einer Anschlussstelle der Bundesstraße 173, die nach Kronach (3,2 km nordöstlich) bzw. nach Küps führt (2,9 km südwestlich).

## Geschichte
Gegen Ende des 18. Jahrhunderts bestand Kachelmannsberg aus zwei Anwesen. Das Hochgericht übte das Rittergut Schmölz-Theisenort im begrenzten Umfang aus. Es hatte ggf. an das bambergische Centamt Kronach auszuliefern. Das Rittergut Schmölz-Theisenort war zugleich Grundherr der beiden Fronsölden.
Mit dem Gemeindeedikt wurde Kachelmannsberg dem 1808 gebildeten Steuerdistrikt Theisenort und der 1818 gebildeten Ruralgemeinde Theisenort zugewiesen. Am 1. Mai 1978 wurde Kachelmannsberg im Zuge der Gebietsreform in Bayern in die Gemeinde Küps eingegliedert.

### Einwohnerentwicklung
| Jahr      | 001818 | 001861 | 001871 | 001885 | 001900 | 001925 | 001950 | 001961 | 001970 | 001987 |
| Einwohner | 12     | 14     | 12     | 3      | 6      | 8      | 10     | 6      | 5      | 3      |
| Häuser    | 2      |        |        | 1      | 2      | 1      | 1      | 1      |        | 1      |
| Quelle    | [ 5 ]  | [ 7 ]  | [ 8 ]  | [ 9 ]  | [ 10 ] | [ 11 ] | [ 12 ] | [ 13 ] | [ 14 ] | [ 1 ]  |

## Religion
Die Protestanten sind nach St. Laurentius (Schmölz) gepfarrt und die Katholiken nach Heiligste Dreifaltigkeit (Theisenort).